# 北海道道857号江南清里停車場線
北海道道857号江南清里停車場線（ほっかいどうどう857ごう こうなんきよさとていしゃじょうせん）は、北海道斜里郡清里町を結ぶ一般道道である。

## 概要

### 路線データ
- 起点：北海道斜里郡清里町江南（斜里岳登山口）
- 終点：北海道斜里郡清里町水元町（JR北海道 釧網本線 清里町駅）
- 総距離：14.5 km
- 冬期通行止：起点 - 6.8 km（11月下旬 - 5月下旬）

## 歴史
- 1975年（昭和50年）3月31日 - 路線認定[1]。
  - 終点の駅名は清里町駅であるが、路線名は清里停車場線と「町」が省かれている。

## 地理

### 通過する自治体
- オホーツク総合振興局
  - 斜里郡清里町

### 主な接続道路
清里町
- 北海道道1115号摩周湖斜里線 - 羽衣町、水元町（重複）
- 北海道道946号向陽清里停車場線 - 羽衣町、水元町（重複）